# Saint-Pons (Alpes-de-Haute-Provence)
Saint-Pons-lès-Seyne redirige ici. Pour les articles homonymes, voir Saint-Pons .
Saint-Pons [sɛ̃ pɔ̃s] est une commune française, située dans le département des Alpes-de-Haute-Provence en région Provence-Alpes-Côte d'Azur.
Le nom de ses habitants est Saint-Ponais, en valéian : lous Sant Pounencs[réf. non conforme],[réf. non conforme].

## Géographie

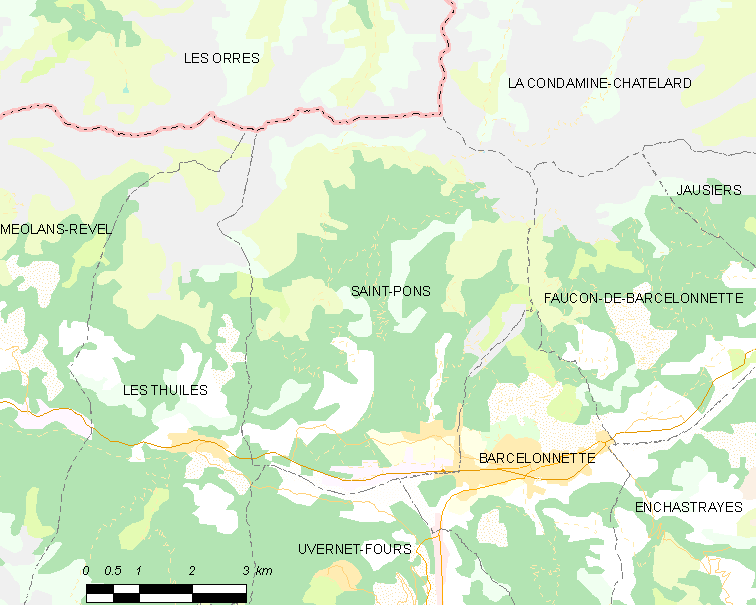
Saint-Pons et les communes voisines (Cliquez sur la carte pour accéder à une grande carte avec la légende).

Le village est situé à une altitude de 1157 mètres, le village de Saint-Pons est dans la vallée de l'Ubaye, à 2 km au nord-ouest de la ville de Barcelonnette.

### Géologie
Lors des deux dernières grandes glaciations, la glaciation de Riss et la glaciation de Würm, la vallée est envahie par le glacier de l’Ubaye ; le vallon du Riou Bourdoux était occupé par un glacier, très large dans sa partie sommitale. Les sommets des crêtes n’ont jamais été recouverts.
Le nord de la commune est formé des sommets du massif du Parpaillon, formée de flysch (schistes calcaires et grès fracturés) à helminthoïdes au-dessus de 2 200 m d’altitude. Cette couche surmonte une épaisse couche de marnes noires callovo-oxfordiennes, qui a été remaniée par les glaciers würmiens, et recouvertes de moraines à leur sommet.
D'importantes lentilles de sidérite contenues dans les marnes callovo-oxfordiennes contiennent une minéralisation sulfurée. Vers la fin des années 1980, de fabuleuses découvertes de rares sulfosels de plomb et de cuivre ont été faites (chalcostibite, zinkenite et dadsonite notamment).

### Relief
Le relief de la commune de Saint-Pons est simple : elle occupe le versant exposé au sud de la vallée de l’Ubaye, ses sommets appartenant au massif du Parpaillon. La crête principale est orientée Est-Ouest. Trois crêtes s’en détachent perpendiculairement vers le sud : celle la plus à l’ouest comporte les sommets des Plastres (2 686 m d’altitude), le Rocher des Cailles (2 817 m d’altitude) et le col de l’Aupillon à 2 694 m. Elle forme une partie de la limite avec la commune des Thuiles. À l’Est, se trouvent la crête de Bernarde, et la crête de la Rasinière, prolongée par la crête de Soleil-Bœuf. Soleil-Bœuf culmine à 2 214 m, et se termine par le Rocher-Blanc, toute cette crête formant limite avec la commune voisine de Faucon-de-Barcelonnette.
La crête nord comprend, d’ouest en est, la Tête de l'Aupet (2 835 m d’altitude), le col des Orres (col piéton à m d’altitude, vers Les Orres), les Petite et Grande Épervière (2 884 m d’altitude et point culminant de la commune), le col de la Pare (2 655 m) et enfin la Tête de Rasinière.
Au pied de cette grande crête se trouve un cirque, qui forme le bassin collecteur du Riou Bourdoux, les crêtes orientées Nord-Sud formant des vallons secondaires. Au pied des pentes, se trouvent des cônes de déjection des torrents, plus ou moins importants et plus ou moins stabilisés.

### Hydrographie: les torrents et le «monstre» Riou Bourdoux
Le territoire de Saint-Pons est bordé en limite sud par le torrent Ubaye (et se trouve en rive droite de cette rivière). Plusieurs torrents dévalent la montagne et sont affluents de l’Ubaye : le torrent de la Valette, limitrophe de la commune Barcelonnette à l’Est, torrent de Saint-Pons qui traverse le village, le Riou Bourdoux (torrent boueux, en provençal), et le ravin de la Bérarde, qui forme la limite entre Saint-Pons et Les Thuiles à l’Ouest. Ces torrents laissent d’importants cônes de déjection.
Le principal de ces torrents est le Riou Bourdoux, formé de la réunion des Rious des Primas, de Césier, de la Pare, et d’autres moins importants. Ses principaux affluents sont le Riou Chamous, le ravin des Aiguettes et le ravin de l’Église. Son bassin versant, d’une superficie de 2 200 hectares, occupe la majeure partie du territoire de la commune. Il était autrefois redouté pour ses crues subites et dangereuses, ses eaux se chargeant alors de fines particules marneuses noires qui « lui donnaient une couleur menaçante » et pouvaient donner lieu à une lave torrentielle particulièrement destructrice. Les travaux des services de Restauration des terrains de montagne depuis près d’un siècle et demi, reboisement et travaux de correction du profil du torrent, ont permis de l’assagir, sans toutefois faire disparaître totalement sa puissance : on le surnomme toujours « le monstre »,. Son important cône de déjection est là pour en témoigner : en quatre siècles, il a accumulé de 2 à 6 m d’alluvions sur des terres auparavant arables.
Le torrent de la Bérarde est jugé aussi dangereux que le Riou Bourdoux, quoique moins puissant.
Les eaux des sources des Lanciers, situées à environ 2 150 m, sont captées par le canal des Grimaudes pour irriguer les prés des Grimaudes, deux kilomètres et demi plus loin et à 1 800 m d’altitude.

### Climat
Pour des articles plus généraux, voir Climat de Provence-Alpes-Côte d'Azur et Climat des Alpes-de-Haute-Provence.
En 2010, le climat de la commune est de type climat des marges montargnardes, selon une étude du Centre national de la recherche scientifique s'appuyant sur une série de données couvrant la période 1971-2000. En 2020, Météo-France publie une typologie des climats de la France métropolitaine dans laquelle la commune est exposée à un climat de montagne ou de marges de montagne et est dans la région climatique Alpes du sud, caractérisée par une pluviométrie annuelle de 850 à 1 000 mm, minimale en été.
Pour la période 1971-2000, la température annuelle moyenne est de 8,4 °C, avec une amplitude thermique annuelle de 17,2 °C. Le cumul annuel moyen de précipitations est de 921 mm, avec 6,5 jours de précipitations en janvier et 6,5 jours en juillet. Pour la période 1991-2020, la température moyenne annuelle observée sur la station météorologique de Météo-France la plus proche, « Barcelonnette », sur la commune de Faucon-de-Barcelonnette à 2 km à vol d'oiseau, est de 8,2 °C et le cumul annuel moyen de précipitations est de 694,3 mm. 
La température maximale relevée sur cette station est de 36,7 °C, atteinte le 28 juin 2019 ; la température minimale est de −25 °C, atteinte le 10 février 1986,,.
Les paramètres climatiques de la commune ont été estimés pour le milieu du siècle (2041-2070) selon différents scénarios d'émission de gaz à effet de serre à partir des nouvelles projections climatiques de référence DRIAS-2020. Ils sont consultables sur un site dédié publié par Météo-France en novembre 2022.

### Environnement
La commune compte 1 437 ha de bois et forêts, soit 45 % de sa superficie. La plus grande partie de cette forêt est une forêt de reboisement plantée au XIXe siècle par les services des Eaux et Forêts, dont 1 100 ha dans le bassin du Riou Bourdoux.

### Risques naturels et technologiques

#### Inventaire des risques selon l’administration
Aucune des 200 communes du département n'est en zone de risque sismique nul. Le canton de Barcelonnette auquel appartient Saint-Pons est en zone 1b (sismicité faible) selon la classification déterministe de 1991, basée sur les séismes historiques, et en zone 4 (risque moyen) selon la classification probabiliste EC8 de 2011. La commune de Saint-Pons est également exposée à quatre autres risques naturels :
- avalanche,
- feu de forêt,
- inondation,
- mouvement de terrain.

La commune de Saint-Pons est de plus exposée à un risque d’origine technologique, celui de transport de matières dangereuses par route. La départementale RD 900 (ancienne route nationale 100) peut être empruntée par les transports routiers de marchandises dangereuses.
Le plan de prévention des risques naturels prévisibles (PPR) de la commune a été approuvé en 1994 pour les risques d’inondation, de mouvement de terrain et de séisme, mais un autre lui a été prescrit en 2006 ; le Dicrim n’existe pas.

#### Manifestations historiques de ces risques
Les mouvements de terrain sont moins fréquents depuis la réussite du programme de reboisement mené depuis la fin du XIXe siècle (restauration des terrains de montagne). Malgré cela, un glissement de terrain massif (c’est le troisième plus important en France) mais lent se produit depuis une trentaine d’années dans le vallon du torrent de la Valette,, en dessous du sommet de Soleil Bœuf. Il commence en mars 1982, au moment de la fonte des neiges sur la zone de contact entre le flysch et les marnes noires de soubassement, au niveau du lieu-dit Rocher-Blanc. L’éclatement de ce rocher de ce Rocher-Blanc et l’éboulement rocheux en résultant forme une accumulation de matériaux lourds au sommet de la pente, qui provoque sur terrains gorgés d’eau un glissement. En 1982, le glissement concerne une surface de 26 ha. Cette surface double en trois ans, pour atteindre 50 ha en 1985,,. À la fin des années 1980, le glissement de terrain progresse d’environ 50 m par an. En 1988, une coulée de boue libère de 40 à 50 000 m3 de matériaux, qui s’écoule de 1 400 m à 1 200 m d’altitude. Un piège a été construit, des drains installés, stabilisant semble-t-il l’ensemble qui reste sous télésurveillance. Le piège, construit en 1988, a une capacité de 150 000 m3, est suffisant pour donner l’alerte et évacuer le lotissement en contrebas.
Outre le glissement de la Valette, la commune est aussi concernée par un vaste glissement de terraindans le secteur de Pra Bellon (dans le bassin versant et en rive gauche du Riou Bourdoux), réactivé depuis les années 1970 mais stabilisé dans les années 1990.
Une des crues célèbres du Riou Bourdoux survient en août 1914 : il tombe les 13-15 et 16 août 179 mm de pluie lors d’orages.
Saint-Pons est dans une zone très sismique, et on y ressent fréquemment des secousses telluriques. Cependant, et contrairement à des communes voisines, au XXe siècle peu de tremblements de terre ont été fortement ressentis dans la commune. Ceux qui ont dépassé une intensité macro-sismique ressentie de V sur l’échelle MSK sont listés ci-après. Les intensités indiquées sont celles ressenties dans la commune, l’intensité peut être plus forte à l’épicentre :
- le séisme du 19 mars 1935, d’une intensité ressentie à Saint-Pons de VI et dont l’épicentre était situé à Saint-Clément-sur-Durance[37],
- le séisme du 17 février 1947, d’une intensité ressentie de V et dont l’épicentre se trouvait en Italie[38],
- le séisme du 17 février 1949, avec une intensité ressentie de V et Barcelonnette pour épicentre[39].

#### Action de la Restauration des terrains de montagne
Les travaux des services de la RTM concernent plusieurs torrents de la commune : le bassin du torrent de la Valette est ainsi corrigé à la fin du XIXe siècle. Mais l’essentiel des travaux de RTM porte sur le plus terrible de tous, le Riou Bourdoux qui était un des torrents les plus destructeurs du département. La loi du 18 juin 1864 donnait des moyens d’action au service des Eaux et Forêts pour reboiser de manière autoritaire les terrains d’altitude. Avant le début des travaux du service de Restauration des terrains de montagne (RTM), les seuls bois du bassin versant se trouvaient à la Planche (très petit) et au Pra Bellon, ne représentant au total que 67 hectares. Le RTM définit dès 1866 un périmètre de réengazonnement de 1 392 hectares sur les 2 200 hectares de son bassin versant. Les restrictions de parcours, malgré les indemnités (fixées à 3,68 francs par brebis) soulèvent l’opposition des habitants de la commune, notamment ceux des hameaux d’altitude pour qui l’élevage a toujours eu plus d’importance (les Dalis, les Gendrasses, les Cervières et La Pare, située à 1 832 m). Mais la crue du 15 août 1868 détruit 15 ha de blé dans les bas, et une pétition vient soutenir l’entreprise des ingénieurs de la RTM. Les travaux peuvent commencer à l’automne 1868.
Ces premiers travaux ne concernent que 685 ha, dans les terrains les moins dégradés, et ils ne sont terminés qu’en 1873. Ils sont loin de suffire à « éteindre » le torrent. En juin 1874, un décret d’utilité publique décide le reboisement de 1 827 ha, soit 85 % du bassin versant (y compris les 1 392 ha visés par le gazonnement en 1866). Deux pépinières sont établies à Terreneuve (commune de Barcelonnette) et aux Dalis. Les travaux progressent rapidement : les surfaces replantées atteignent 745 ha en 1881, et 1 100 ha en 1892. Des petits barrages sont établis dans le lit des torrents, afin de réduire la vitesse d’écoulement et de provoquer des atterrissements (des accumulations de terre en arrière du barrage), réduisant ainsi la quantité de matière transportée par le torrent et par le même coup, sa puissance,. En 1880, les ingénieurs de la RTM pensaient maîtriser le bassin de réception du torrent.
Immédiatement, ces travaux connaissent un grand retentissement : la RTM possède un stand à l’Exposition internationale des sciences géographiques de Paris en 1875, où le président de la République, le maréchal de MacMahon, s’arrête. Le Riou Bourdoux est parmi les torrents cités en exemple. En 1889, un diorama présente à nouveau l’action de la RTM dans le Riou Bourdoux à l’Exposition universelle de 1889.
La troisième phase des travaux commence en 1880 avec la construction de barrages dans le chenal d’écoulement du torrent. La pièce maîtresse est le grand barrage, dit barrage Demontzey, de 81,5 m de large. Ce grand barrage fait système : un contre-barrage situé 18 m en aval permet d’éviter l’affouillement et maintient le radier en place. En aval, 40 barrages en pierre sèche forment autant de seuils, placés de 12 m en 12 m, sur un dénivelé de 60 m. D’autres seuils sont établis jusqu’au cône de déjection. Enfin, l’atterrissement provoqué en amont du grand barrage (500 m de long en 1883, 700 m en 1889) est prolongé en amont par 21 contremarches d’atterrissement de 1889 à 1906. Au total, près de 2 000 barrages sont construits sur une superficie de 22 km2.
Une fois le barrage Demontzey comblé, les affluents du torrent sont traités lors d’une quatrième phase. En 1890, débutent les travaux de construction de barrages en pierre sèche et de drains dans le Riou Chamous. Le Ravin de l’Église, dont le lit est très instable, est dévié en amont de son cours vers le Ravin des Aiguettes. Dix barrages sont en surcroît installés dans son lit afin de le stabiliser. Ces divers travaux permettent une colonisation spontanée par le pin sylvestre.
Une dernière phase de travaux a lieu de 1892 à 1914 sur le cône de déjection, afin de protéger la route nationale 100. Le Riou Bourdoux et les écoulements de surface sur le cône coupaient régulièrement la route, malgré les importants investissements pratiqués par les Ponts et Chaussées. Le cours du Riou Bourdoux est dévié selon un trajet allongé et une pente adoucie, ce qui permet de paver le lit et de construire 37 seuils en maçonnerie. Enfin, au sommet du cône, un barrage à double déversoir est installé. Prosper Demontzey croit à sa mort, en 1898, que le torrent est « éteint ».

#### Limites des travaux de la RTM, et reprise des travaux
Le chenal artificiel est abandonné en 1914, car trop souvent engravé. La diminution des crédits à partir de 1914 ne permet pas d’entretenir régulièrement les centaines de barrages construits dans le bassin versant. Dès les années 1930, on constate le mauvais état de ces barrages, la plupart ayant été détruits et emportés par les eaux. De même, l’important radier du grand barrage est emporté par les crues.
Les travaux reprennent donc en 1950 par la construction d’un nouveau contre-barrage de béton au barrage Demontzey. Détruit en novembre 1963, il est remplacé en 1965. De plus, 27 nouveaux barrages sont construits dans le chenal d’écoulement, dont un ensemble de quatre barrages autostables en dessous du confluent de la confluence des Aiguettes, qui contribue à stabiliser le glissement de Pra Bellon (et même à le stopper à la fin des années 1990). Le barrage Demontzey est renforcé par injections en béton et ferraillage. Enfin, les barrages des affluents sont restaurés ou reconstruits après 1996.
Enfin, la construction de l’aérodrome et des zones d’activité depuis les années 1960 sur le cône de déjection du Riou l’ont fragilisé et rendent obligatoire une surveillance attentive du torrent et l’entretien des plantations, d’autant que « la maîtrise de cet organisme torrentiel, à l’équilibre morphodynamique particulièrement précaire, ne peut donc en aucun cas être considérée comme définitivement acquise ».

### Toponymie
Le nom du village apparaît en 1351 (ecclesia Sancti Poncii), en référence à Pontius, utilisé sous sa forme occitane, qui a été francisée par la suite. Le nom est Sant Pouans en valéian[réf. non conforme],[réf. non conforme].

## Urbanisme

### Typologie
Au 1er janvier 2024, Saint-Pons est catégorisée commune rurale à habitat dispersé, selon la nouvelle grille communale de densité à 7 niveaux définie par l'Insee en 2022.
Elle appartient à l'unité urbaine de Barcelonnette, une agglomération intra-départementale dont elle est une commune de la banlieue,. Par ailleurs la commune fait partie de l'aire d'attraction de Barcelonnette, dont elle est une commune de la couronne,. Cette aire, qui regroupe 11 communes, est catégorisée dans les aires de moins de 50 000 habitants,.

### Occupation des sols
L'occupation des sols de la commune, telle qu'elle ressort de la base de données européenne d’occupation biophysique des sols Corine Land Cover (CLC), est marquée par l'importance des forêts et milieux semi-naturels (88,2 % en 2018), en diminution par rapport à 1990 (89,4 %). La répartition détaillée en 2018 est la suivante : 
forêts (46,7 %), espaces ouverts, sans ou avec peu de végétation (22,1 %), milieux à végétation arbustive et/ou herbacée (19,4 %), prairies (4 %), espaces verts artificialisés, non agricoles (2,2 %), zones agricoles hétérogènes (2,1 %), terres arables (1,9 %), zones urbanisées (1,5 %).
L'évolution de l’occupation des sols de la commune et de ses infrastructures peut être observée sur les différentes représentations cartographiques du territoire : la carte de Cassini (XVIIIe siècle), la carte d'état-major (1820-1866) et les cartes ou photos aériennes de l'IGN pour la période actuelle (1950 à aujourd'hui).

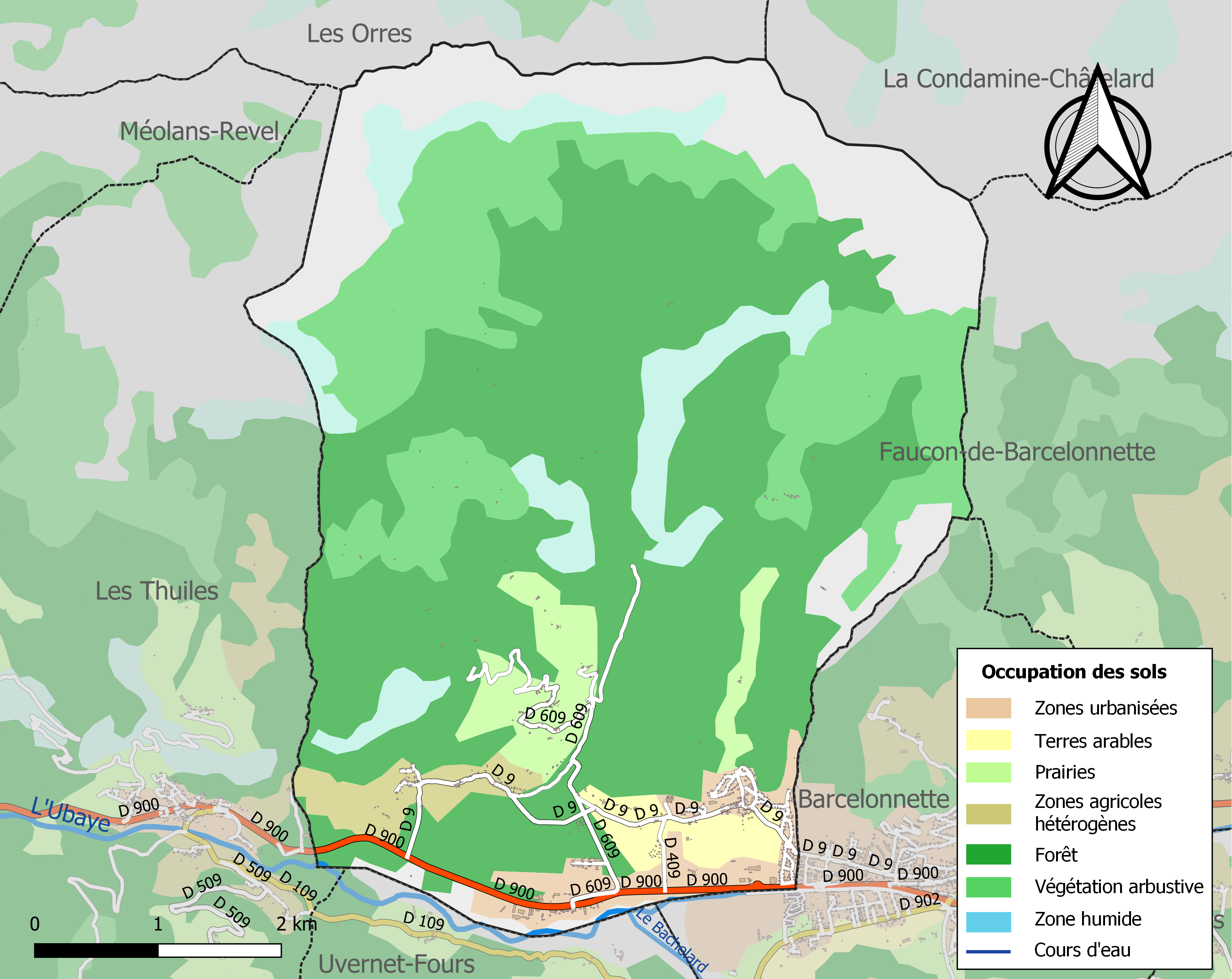
Carte de l'occupation des sols de la commune en 2018 (CLC).

## Économie
La commune a développé plusieurs activités, et une soixantaine d’entreprises :
- zone industrielle ;
- zone commerciale ;
- tourisme avec hébergements, centre équestre, parc aventures...

C'est sur la commune de Saint-Pons que se situe l'aérodrome de Barcelonnette - Saint-Pons, qui procure une activité supplémentaire à la commune. Il est utilisé par les pilotes d’avions de tourisme et de planeurs. Au total, la majorité des besoins d’emploi sont satisfaits directement dans la commune.
Un champ de tir, le champ de tir de la Valette, occupe une grande part de la commune.

## Histoire

### Préhistoire et Antiquité
De nombreuses découvertes archéologiques attestent de la fréquentation du territoire de la commune à l’époque préhistorique. La voie romaine dite via Lictia traversait le territoire de la commune.

### Moyen Âge
Des tombeaux médiévaux ont été découverts sur la commune.
La tradition indique que Saint-Pons est le plus vieux village de la vallée de l'Ubaye. La localité apparaît pour la première fois dans les chartes au XIIIe siècle, sous la forme Sanctus Pontius de Drollia, le premier nom de la communauté étant donc Drollia, Drolhia,. Lorsque Saint-Pons s’associe à Faucon pour demander la fondation d’un bourg dans la vallée, qui aboutit à la création de Barcelonnette en 1231, Saint-Pons lui est rattachée, et en dépend ensuite jusqu’à la Révolution.

### Temps modernes (1492-1789)
Les travaux de reboisement du bassin du Riou Bourdoux ont révélé que son cône de déjection était cultivé durant le Moyen Âge, probablement dès le Xe siècle. Le changement climatique survenu à l’époque moderne a modifié le régime du torrent, dont les crues se sont amplifiées, entraînant le rehaussement du cône de 2 à 6 m selon les endroits, et rendant les cultures impossibles. Le recul de l’utilisation du Riou Bourdoux comme source d’énergie confirme cette évolution : en 1640, cinq moulins utilisent ses eaux. En 1740, il n’en reste que trois, et le dernier est détruit par le torrent en 1846.
Une paroisse est créée à Cervière au XVIIIe siècle, cette création reflétant l’accroissement de population.

### Révolution française
Au début de la Révolution française, la nouvelle de la prise de la Bastille est accueillie favorablement, mais provoque un phénomène de peur collective d’une réaction aristocratique. Localement, la Grande Peur, venant de Tallard et appartenant au courant de la « peur du Mâconnais », atteint Seyne dans la nuit du 31 juillet 1789. Les consuls de Seyne préviennent ensuite les communautés de la viguerie, dont Saint-Pons, qu’une troupe de 5 à 6 000 brigands se dirige vers la Haute-Provence après avoir pillé le Dauphiné. Le 1er août, les habitants de Saint-Pons se réfugient derrière les murs de la place forte de Seyne avec leurs meubles et leur bétail, et les hommes y reçoivent des armes tirées de l’arsenal de la citadelle.
Dès le 2 août, l’affolement retombe, les faits-divers à l’origine des rumeurs étant éclaircis. Mais un changement important a eu lieu : les communautés se sont armées, organisées pour se défendre et défendre leurs voisins. Un sentiment de solidarité est né à l’intérieur des communautés et entre communautés voisines, et les consuls décident de maintenir les gardes nationales. Aussitôt la peur retombée, les autorités recommandent toutefois de désarmer les ouvriers et les paysans sans terre, pour ne conserver que les propriétaires dans les gardes nationales.
Les habitants de la commune créent leur société patriotique après la fin de 1792. Pour suivre le décret de la Convention du 25 vendémiaire an II invitant les communes ayant des noms pouvant rappeler les souvenirs de la royauté, de la féodalité ou des superstitions, à les remplacer par d'autres dénominations, la commune change de nom pour Jolival. Pour Saint Pons, comme pour Châtelard , Saint Vincent et Saint Ours, ce changement est validé le 29 avril 1794 (10 floréal an 2).

### Époque contemporaine
Pour se protéger des divagations du Riou Bourdoux, les hameaux de Lara et de la Lauze construisent des ouvrages de protection chacun de leur côté. À la Lauze, les habitants construisent des épis de stabilisation des berges (début des années 1830). Les habitants de Lara retiennent la solution de la digue. Si la digue de Lara a résisté, elle n’a pas rempli son office. Les épis ont été emportés. En 1859, les Ponts et Chaussées construisent eux aussi des barrages en gros blocs de pierre, renforcé par un ferraillage, pour protéger la route nationale 100 récemment construite. Mais ces barrages ne protégèrent pas la route de la crue de 1860, qui détruisit la route sur trois kilomètres de long, et les crues de 1863 et 1868 les ont détruit.
Le coup d'État du 2 décembre 1851 commis par Louis-Napoléon Bonaparte contre la Deuxième République provoque un soulèvement armé dans les Basses-Alpes, en défense de la Constitution. Après l’échec de l’insurrection, une sévère répression poursuit ceux qui se sont levés pour défendre la République : Saint-Pons, avec deux habitants traduits devant la commission mixte, est relativement peu touchée.
Les travaux de gazonnement, de reboisement et de correction du Riou Bourdoux commencent en 1868 et durent jusqu’en 1914 (voir plus haut). Des travaux de rénovation des barrages, et de construction de nouveaux barrages sont entrepris de 1952 à 1982. Il concernent notamment le barrage Demontzey, qui est repris en 1962.
Comme de nombreuses communes du département, Saint-Pons se dote d’écoles bien avant les lois Jules Ferry : en 1863, elle compte déjà trois écoles dispensant une instruction primaire aux garçons, mais pas aux filles. La commune de Saint-Pons n’était concernée par la loi Falloux (1851) qui imposait l’ouverture d’une école de filles dans les communes de plus de 800 habitants. C’est la première loi Duruy (1867), qui abaisse ce seuil à 500 habitants, qui aboutit à la scolarisation des filles à Saint-Pons.
La commune de Saint-Pons est durement touchée par la Première Guerre mondiale, avec 20 morts sur 60 mobilisés. Une souscription publique est lancée afin de financer la construction du monument aux morts. Une autre souscription, de fin 1919 à 1921, a lieu dans toute la vallée de l'Ubaye et permet de financer un monument aux 509 morts de la vallée, érigé à Barcelonnette par Paul Landowski.
À la fin du XXe siècle, les municipalités, désireuses de profiter du boom de l’industrie touristique, considèrent que les anciens cônes de déjection des torrents sont désormais sûrs, et entament des constructions d’équipements. Sur celui du Riou Bourdoux, c’est l’aérodrome et les zones d’activité ; sur celui du torrent de la Valette, on construit un lotissement qui s'étend vers Barcelonnette, avec abattoir, gendarmerie, commerces… Ce lotissement est aujourd’hui menacé par un glissement de terrain de 9 millions de m3,. Après stabilisation de la masse de boue, les constructions ont été interdites au lieu-dit La Valette.

## Politique et administration

### Municipalité
| Période                                  | Période   | Identité           | Étiquette | Qualité                              |
| ---------------------------------------- | --------- | ------------------ | --------- | ------------------------------------ |
| mai 1945                                 |           | Louis Durand       |           |                                      |
|                                          |           |                    |           |                                      |
| 1989                                     | mars 1992 | Louis Esmenjaud    |           |                                      |
|                                          |           |                    |           |                                      |
| 1995                                     | 2001      | Marcel Donnadieu   |           |                                      |
| 2001                                     | mars 2016 | Michel Nicolao     |           | démissionne en mars 2016             |
| mars 2016                                | mai 2020  | Martine Espanet,   |           | Artisan                              |
| mai 2020                                 | en cours  | Dominique Okroglic |           | Professeure, profession scientifique |
| Les données manquantes sont à compléter. |           |                    |           |                                      |

### Intercommunalité
Saint-Pons fait partie: 
- de 1993 à 2016 de la communauté de communes Vallée de l'Ubaye ;
- à partir du 1er janvier 2017, de la communauté de communes Vallée de l'Ubaye Serre-Ponçon.

### Enseignement
La commune est dotée d’une école primaire installée dans des locaux construits en 1995. L’ancien bâtiment abrite les associations et un logement social.

## Démographie
L'évolution du nombre d'habitants est connue à travers les recensements de la population effectués dans la commune depuis 1793. Pour les communes de moins de 10 000 habitants, une enquête de recensement portant sur toute la population est réalisée tous les cinq ans, les populations de référence des années intermédiaires étant quant à elles estimées par interpolation ou extrapolation. Pour la commune, le premier recensement exhaustif entrant dans le cadre du nouveau dispositif a été réalisé en 2004.
En 2022, la commune comptait 613 habitants, en évolution de −4,22 % par rapport à 2016 (Alpes-de-Haute-Provence : +2,84 %, France hors Mayotte : +2,11 %).
| 1793 | 1800 | 1806 | 1821 | 1831 | 1836 | 1841 | 1846 | 1851 |
| ---- | ---- | ---- | ---- | ---- | ---- | ---- | ---- | ---- |
| 632  | 658  | 593  | 698  | 658  | 682  | 616  | 661  | 610  |

| 1856 | 1861 | 1866 | 1872 | 1876 | 1881 | 1886 | 1891 | 1896 |
| ---- | ---- | ---- | ---- | ---- | ---- | ---- | ---- | ---- |
| 536  | 513  | 574  | 544  | 482  | 467  | 496  | 430  | 348  |

| 1901 | 1906 | 1911 | 1921 | 1926 | 1931 | 1936 | 1946 | 1954 |
| ---- | ---- | ---- | ---- | ---- | ---- | ---- | ---- | ---- |
| 316  | 320  | 323  | 277  | 299  | 244  | 224  | 225  | 184  |

| 1962 | 1968 | 1975 | 1982 | 1990 | 1999 | 2004 | 2006 | 2009 |
| ---- | ---- | ---- | ---- | ---- | ---- | ---- | ---- | ---- |
| 193  | 178  | 350  | 401  | 507  | 641  | 679  | 675  | 742  |

| 2014 | 2019 | 2022 | - | - | - | - | - | - |
| ---- | ---- | ---- | - | - | - | - | - | - |
| 656  | 597  | 613  | - | - | - | - | - | - |

L'histoire démographique de Saint-Pons, après la saignée des XIVe et XVe siècles et le long mouvement de croissance jusqu'au début du XIXe siècle, est marquée par une période d'« étale » où la population reste relativement stable à un niveau élevé. Cette période dure des années 1810 à 1851. L'exode rural provoque ensuite un mouvement de baisse de la population de longue durée. En 1921, la commune enregistre la perte de plus de la moitié de sa population par rapport au maximum historique atteint un siècle plus tôt. Le mouvement de baisse ne s'interrompt définitivement que dans les années 1960. Depuis, la population a quadruplé, dépassant le maximum historique.

## Lieux et monuments
Le château fort est en ruine.

### Architecture civile
Une maison assez imposante proche de l’église, dont une croisée est bouchée, possède une porte en arc surbaissé : elle doit dater du XVIe siècle, ce qui en ferait la plus ancienne de l’Ubaye.
Le four banal a été restauré et est de nouveau utilisé. La grange Jaubert est un bergerie-grange, construite en pierre et bois, voûtée, sur trois étages. Bien communal, elle a servi d’atelier municipal, avant d’être vouée à des activités culturelles.
Plusieurs constructions témoignent de l’action de la RTM. Le barrage Demontzey est établi en travers du Riou Bourdoux : dit le Grand Barrage Demontzey par les services de l’Office national des forêts, il est construit en 1880-1881 à environ 1 380 m d’altitude. Initialement, il fait 81,5 m de large, 12,5 m de haut dont 4,5 m de fondations et 3,2 m d’épaisseur au sommet. Pour éviter qu’il soit emporté par une crue plus dévastatrice que les autres, il est percé de cinq pertuis à la base, et de six autres en hauteur. Ces pertuis ont été garnis de solides grilles de fer pour retenir les blocs de pierre, tout en laissant passer eau et boues liquides. Le radier établi en aval du barrage est construit soigneusement de façon à réduire la vitesse des eaux et favoriser l’abandon des matières solides. Repris dans les années 1960, son parement aval ne fait plus que 4,3 m de haut.
Une maison forestière est établie au lieu-dit des Dalis, là où était située la pépinière d’altitude destinée aux résineux lors des travaux de reboisement dirigés par Prosper Demontzey. Une autre maison forestière est construite au Tréou, à proximité du barrage Demontzey.

### Église Saint-Pons
L’église Saint-Pons est un ancien prieuré de moines bénédictins du XIIe siècle ; elle est classée monument historique depuis le 31 octobre 1912. Sa reconstruction du XVIe siècle a conservé les bandes lombardes, ce qui est assez rare, ainsi que les portails occidental et sud, l’arc triomphal et ses chapiteaux ornés de personnages humains. Le chœur est voûté d’ogives, avec un chevet plat et aveugle ; de ce fait le chœur n’est éclairé que du côté sud. Le chœur date du XVIe siècle. Le portail occidental est orné simplement de trois voussures et deux tores, reposant sur des colonnettes, aux chapiteaux sculptés de figures naïves. La nef, à trois travées, date du XVIIe siècle, comme la chapelle construite côté sud, voûtée d’arêtes aplaties.
La porte latérale sud est surmontée également de voussures et du départ d’un larmier ou d’un porche ; son linteau monolithe est sculpté d’un Christ en majesté, avec une inscription gothique. Les corbeaux supportant le linteau sont sculptés de têtes humaines. Les entablements encadrant le linteau portent six apôtres, avec leurs symboles mais non-identifiés, en relief. Les pilastres sont aussi sculptés de saints divers. Cet ensemble sculpté date de l’époque gothique. Cet ensemble évoquerait le Jugement Dernier, avec un mort ressuscitant, saint Michel qui guide les morts, les plaies du Christ. Le tympan est peint d’une Adoration des mages et des bergers,, datant des années 1500, et qui a subi une restauration assez prononcée en 1912. Des bergers figurent en retrait des rois mages sur cette adoration, qui a dû être partiellement dorée.
Les cloches sont logées dans un clocher-tour coiffé d’une flèche à six pans de pierre et des gargouilles ornent ses coins.

Église Saint-Pons.
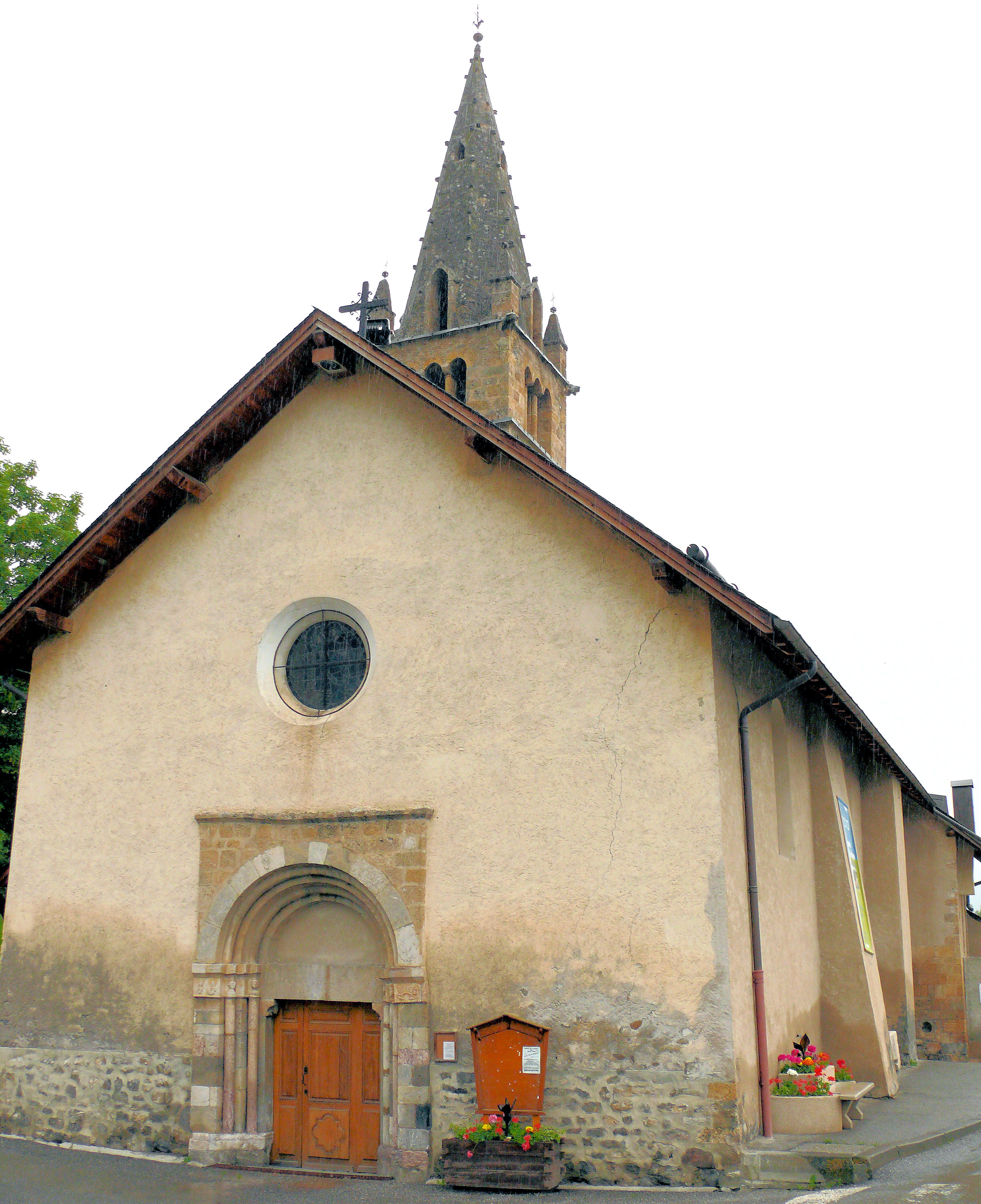
Vue de l'église.
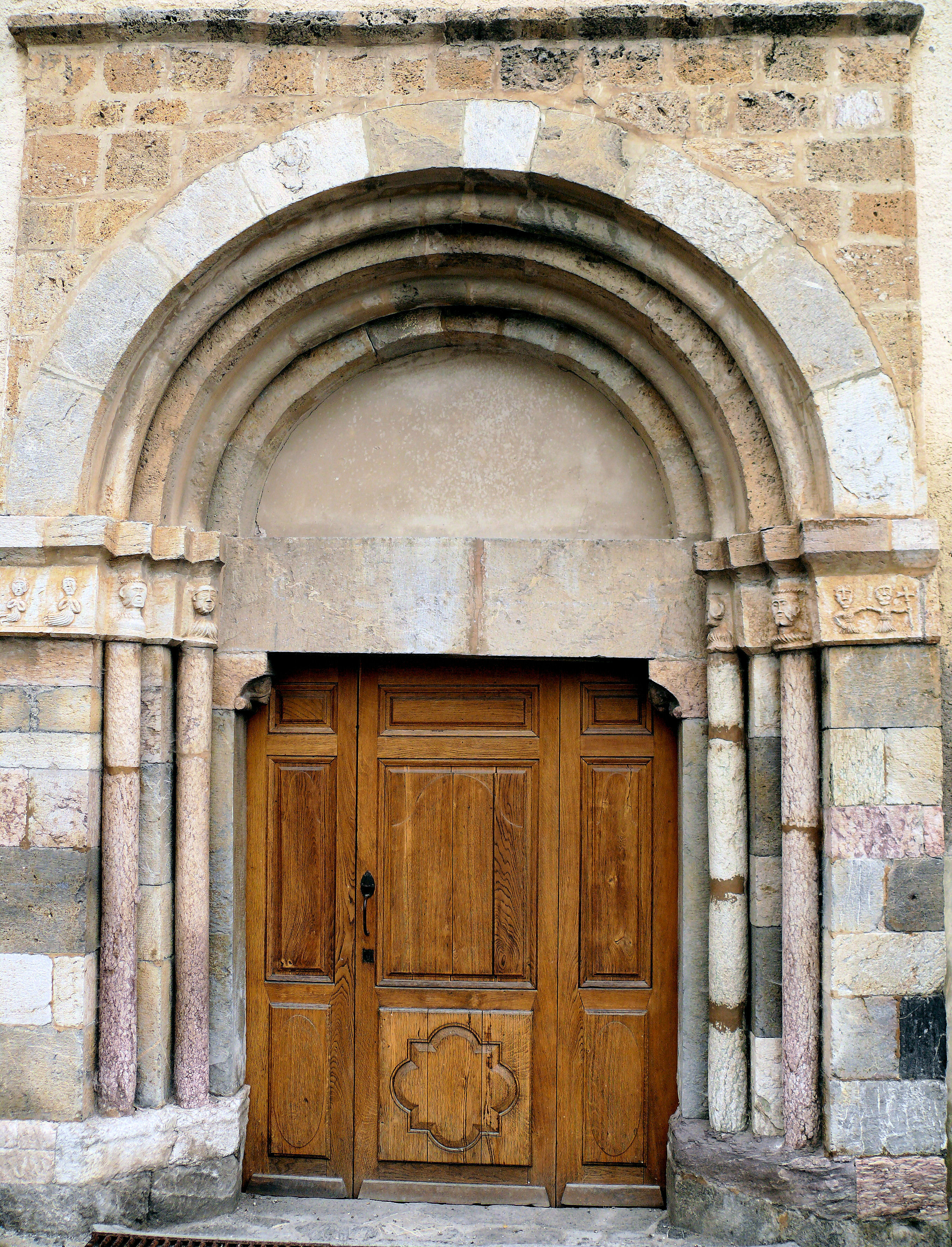
Le portail principal.
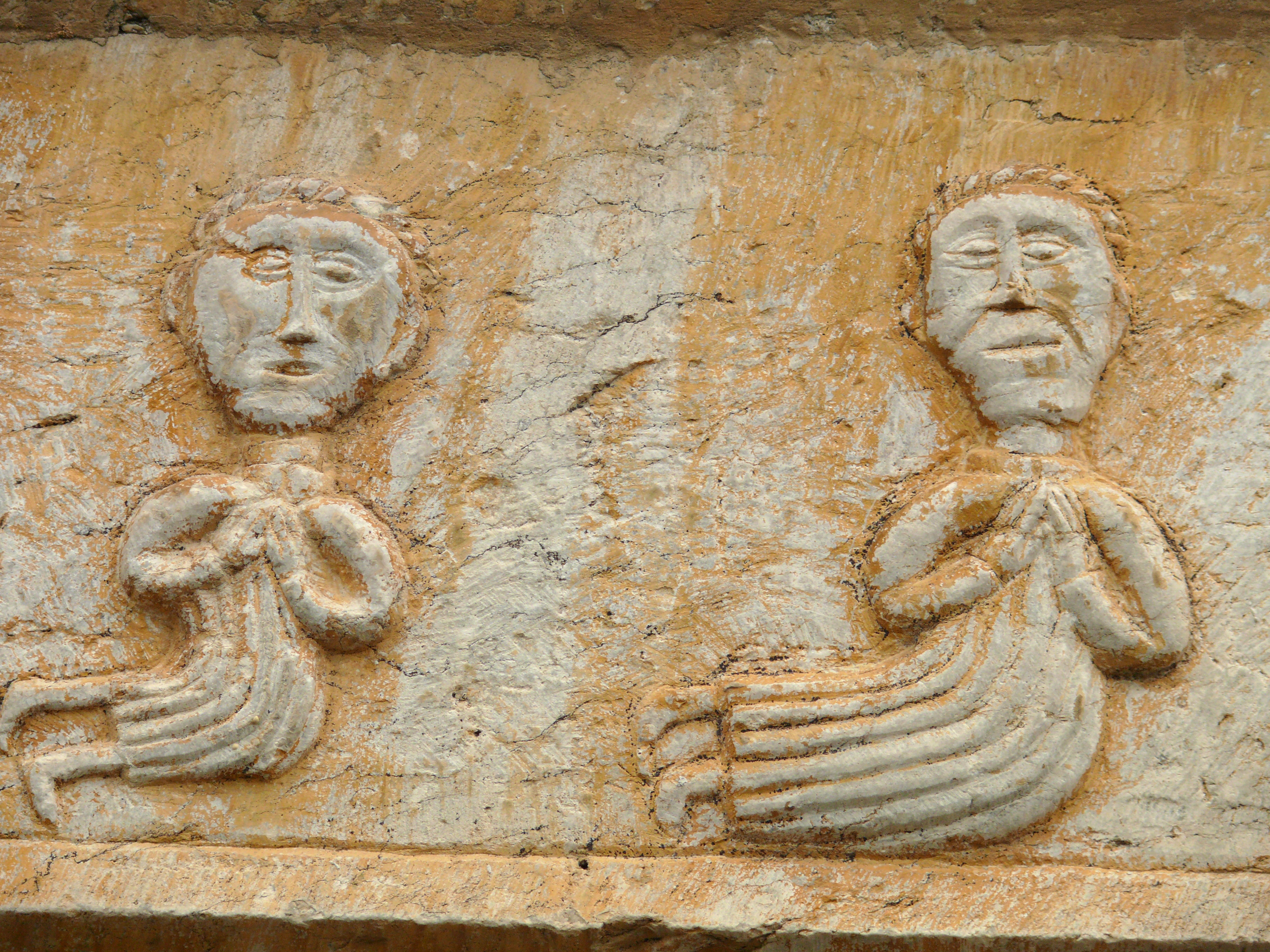
Détail du portail principal.
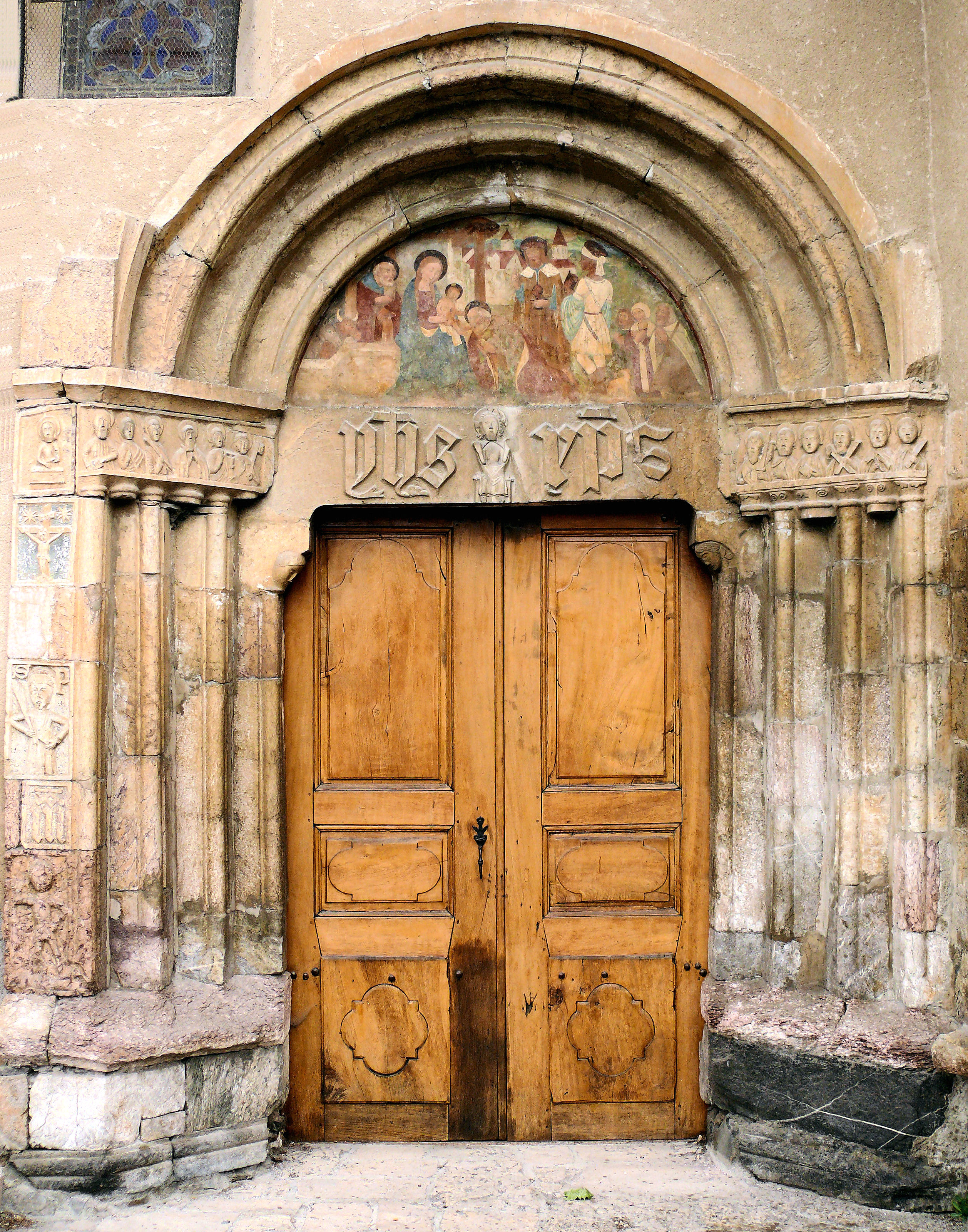
Portail latéral.
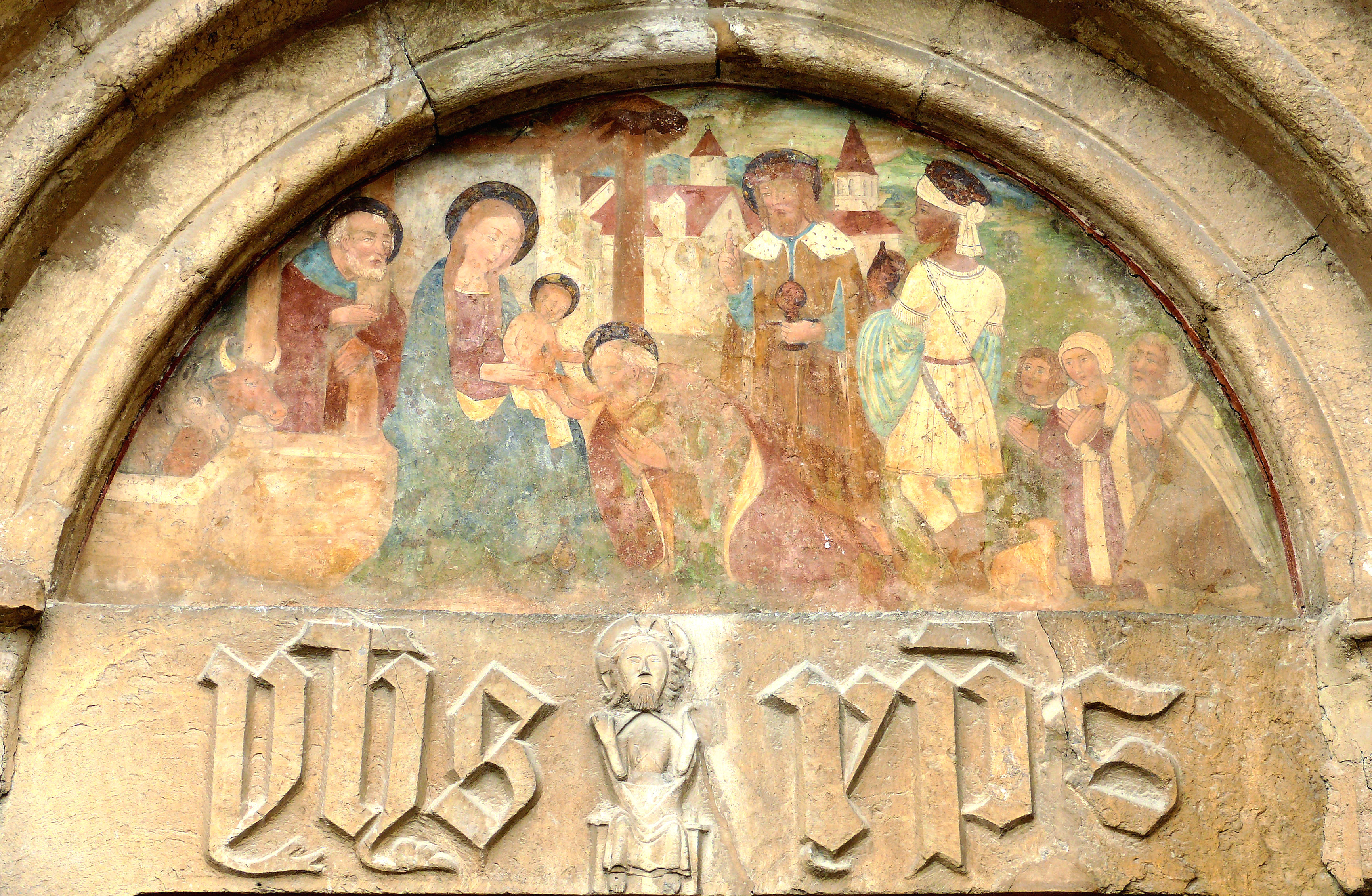
Tympan du portail latéral.
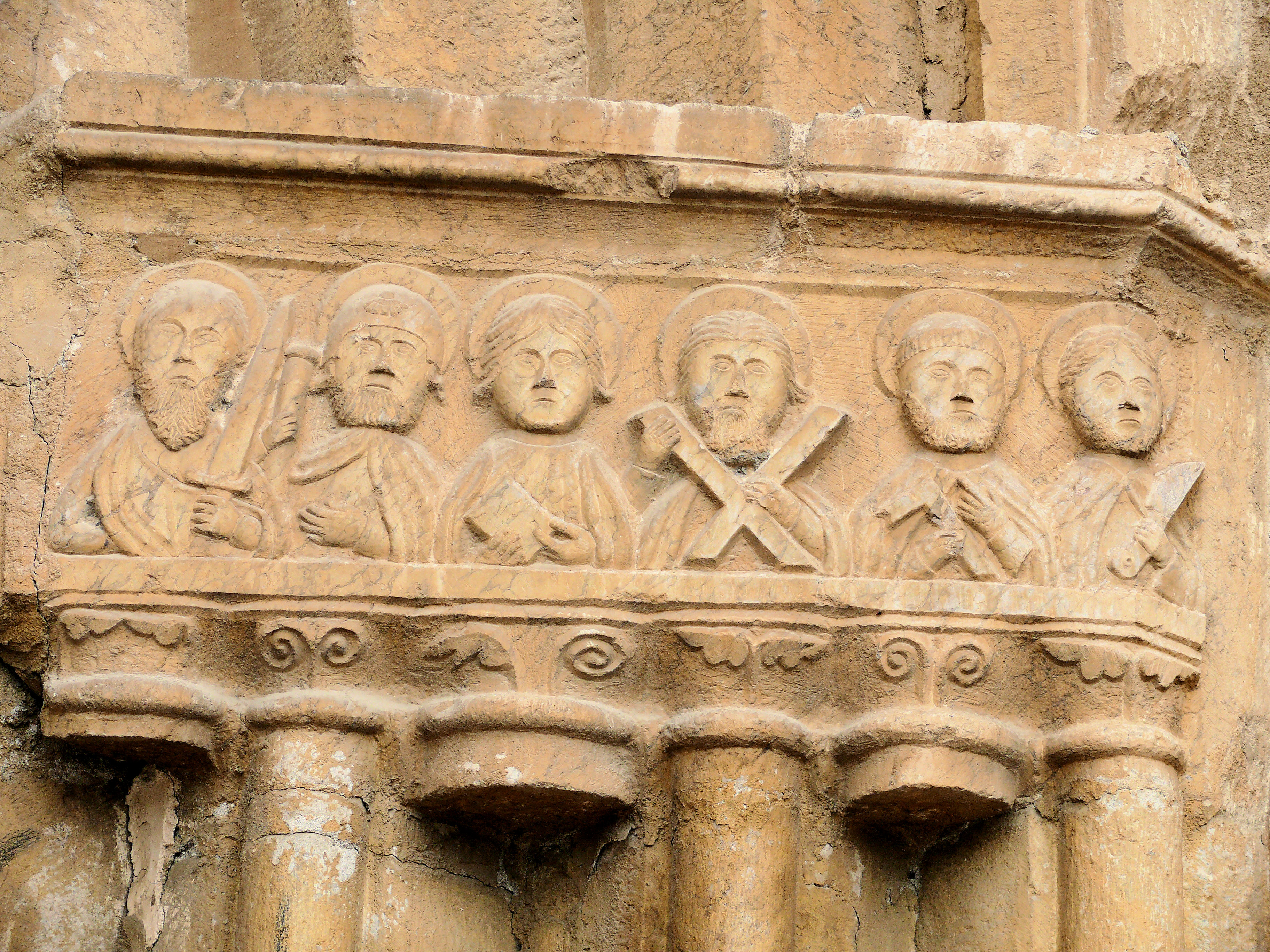
Détail des sculptures du portail latéral.

L’église possède une statue de saint Jean-Baptiste (XVIIe), un portrait de saint Sébastien (XVIIe ou XVIIIe siècle) classé monument historique au titre objet,, un tableau représentant la Sainte Famille et saint Pons en évêque,. La chaire en bois, qui date de 1699, est classée monument historique au titre objet,. Le plat de quête en cuivre (XVIe siècle). Enfin, la Cène, où figurent saints Pons et Jean-Baptiste, porte les dates de 1632 et 1636 (classée).

### Autres
La chapelle du hameau de la Lauze est sous le vocable de Saint-Sébastien. La petite chapelle de La Frache est sous la titulature de Notre-Dame-des-Neiges.
- Barrages du riou Bourdoux
- Église de la Nativité de la Vierge (1750) dans le village en ruines de Cervières[61]

La commune compte plusieurs cadrans remarquables :
- l’un du XVIIIe siècle, au village ;
- à Lara, un cadran de 1828, avec la devise « Tu es suivi de la mort comme l’heure de l’ombre » ;
- le plus récent date de 1936, avec la devise « Fay toun camin badaou que l’oura passa » (en occitan : Fais ton chemin badaud, l’heure passe)[107].

## Personnalités liées à la commune
- Saint Pons, ayant donné son nom au village, martyrisé en 257, qui aurait prêché dans la vallée de l'Ubaye.
- Prosper Demontzey
- Jean-François Pons : Coiffeur visagiste. Grand adepte du baise-main.